# Manzanera (kommunhuvudort)
Manzanera är en kommunhuvudort i Spanien.   Den ligger i provinsen Provincia de Teruel och regionen Aragonien, i den östra delen av landet, 250 km öster om huvudstaden Madrid. Manzanera ligger 1 058 meter över havet och antalet invånare är 460.
Terrängen runt Manzanera är huvudsakligen kuperad, men åt nordost är den platt. Runt Manzanera är det mycket glesbefolkat, med 5 invånare per kvadratkilometer. Närmaste större samhälle är Sarrión, 9,4 km norr om Manzanera. 